# Contos da Lua e da Chuva
Contos da Chuva e da Lua (Ugetsumonogatari) é um livro do escritor japonês Ueda Akinari formado de nove pequenas histórias de teor fantástico e publicado em 1776. O contos são ditos como "moralistas" por causa de seu caráter educativo, no sentido de conduzir o homem na direção dos valores morais. Eles são divididos em cinco tomos sendo que o quarto tomo contém apenas um conto, o mais longo do livro. Os textos se passam no Japão no período contemporâneo ao autor e também em épocas mais antigas, possuindo várias referências a personagens e acontecimentos históricos, e repletos da mitologia japonesa e da filosofia budista.

## Tomos
Primeiro tomo:
Shiramine (Shiramine);
Pacto do crisântemo (Kikukano chigiri)
Segundo tomo:
Morada das sarças (Asajiga Yado);
As carpas do sonho (Muôno rigyo)
Terceiro tomo:
Buppôsô (Buppôsô);
O caldeirão de Kibitsu (Kibitsuno kama)
Quarto tomo:
A volúpia da serpente (Jaseino in)
Quinto tomo:
O capelo índigo (Aozukin);
O espírito do dinheiro (Hinfukuron)